# Emil von Schwartzkoppen
Ferdinand Emil Karl Friedrich Wilhelm von Schwartzkoppen (15 tháng 1 năm 1810 tại Obereimer – 5 tháng 1 năm 1878 tại Stuttgart) là một sĩ quan quân đội Phổ, đã được thăng đến cấp Thượng tướng Bộ binh. Ông đã từng tham chiến trong cuộc Chiến tranh Schleswig lần thứ nhất năm 1848, Chiến tranh Schleswig lần thứ hai năm 1864, Chiến tranh Áo-Phổ năm 1866 và Chiến tranh Pháp-Đức năm 1870 – 1871.

## Tiểu sử

### Thân thế
Emil xuất trong gia đình trung lưu Swartekop, một gia đình trung lập đã được ghi nhận từ năm 1500 tại Braunschweig, và đã được liệt vào hàng quý tộc Đế chế Rittermäßiger Reichsadelsstand đồng thời là quý tộc di truyền của Áo với tên gọi "von Schwartzkoppen" vào năm 1688. Ông là con trai của viên kiểm lâm trưởng và thị thần Phổ Ernst August Friedrich von Schwartzkoppen (27 tháng 5 năm 1776 – 17 tháng 2 năm 1827 tại Arnsberg) đến từ Königslutter bs3 vợ của ông này là bà Marie Therese Charlotte, tên khai sinh Marschall von Bieberstein (17 tháng 7 năm 1775 – 25 tháng 3 năm 1842) đến từ Wallerstein.

### Sự nghiệp quân sự
Schwartzkoppen học tại Trường Trung học Laurentianum ở Arnsberg và sau khi rời trường ông nhập ngũ trong quân đội Phổ vào ngày 10 tháng 1 năm 1826. Đơn vị đầu tiên mà ông tham gia là Trung đoàn Bộ binh số 30 ở Trier và Luxemburg. Vào năm 1829, ông được lên quân hàm trung úy, và sau đó ông giữ chức vụ sĩ quan phụ tá cấp tiểu đoàn, rồi cấp trung đoàn. Vào năm 1841, ông được cử làm sĩ quan phụ tá trong Ban Chỉ huy (Kommandantur) của pháo đài Luxemburg. Vào năm 1846, ông được thăng cấp Đại úy, với chức vụ đại đội trưởng (Kompaniechef) trong Trung đoàn Bộ binh số 36. Vào năm 1847, ông được thuyên chuyển vào Trung đoàn Bộ binh số 2.
Khi phục vụ trung đoàn này, ông đã tham gia chiến trận lần đầu tiên trên đường phố Berlin trong cuộc đánh dẹp Cách mạng năm 1848 tại Đức, rồi sau đó là trong cuộc chiến tranh chống Đan Mạch. Vào ngày 23 tháng 4, ông bị thương trong cuộc đánh chiếm cao điểm Annettenhöhe tại trận Schleswig. Sự nghiệp quân sự của ông tiếp tục sau cuộc chiến tranh này, và sau khi giữ một số chức, ông được phong quân hàm Đại tá vào ngày 1 tháng 7 năm 1860, đồng thời được bổ nhiệm làm Tư lệnh của Trung đoàn Bộ binh "Bá tước Bülow von Dennewitz" (số 6 Westfalen) số 55 mới được thành lập. Ông đã chỉ huy trung đoàn này tham chiến trong trận đột chiếm Dybbøl, một thắng lợi quyết định của Phổ vào ngày 18 tháng 4 năm 1864 trong cuộc Chiến tranh Đức-Đan Mạch.
Sau khi cuộc chiến tranh chấm dứt, ông lại được phong cấp Thiếu tướng và lãnh chức Tư lệnh của Lữ đoàn Bộ binh số 27 vào năm 1864. Trong cuộc Chiến tranh Áo-Phổ năm 1866, lữ đoàn của ông là một phần thuộc biên chế của Tập đoàn quân Elbe (Elbarmee) và đã tấn công Vương quốc Böhmen. Trong trận đánh quyết định ở Königgrätz, Bittenfeld đã đánh chiếm thành công làng Problus, buộc quân Sachsen mặc dù phía Phổ chịu thiệt hại nặng, trong số đó 4 tiểu đoàn của Schwartzkoppen mất 4 sĩ quan và 67 binh lính tử trận cùng với 17 sĩ quan và 300 binh lính bị thương. Lữ đoàn của ông đã chiếm giữ Problus sau thắng lợi của cuộc tấn công. Do công tích của ông trong cuộc tấn công Problus, Schwartzkoppen đã được tặng thưởng Huân chương Quân công cao quý nhất của Phổ. Vào ngày 30 tháng 10 năm 1866, ông được đổi làm Tư lệnh của Sư đoàn số 18 mới được cấu trúc tại Flensburg. Vào năm 1867, ông được lên quân hàm Trung tướng, và cùng năm đó ông nhậm chức Tư lệnh của Sư đoàn số 19 tại Hannover.

#### Chiến tranh Pháp-Đức
Tiếp theo đó, Sư đoàn số 9 dưới quyền ông đã tham chiến trong cuộc Chiến tranh Pháp-Đức như một phần thuộc biên chế của Quân đoàn X trong Tập đoàn quân số 2 (2. Armee). Trong cuộc chiến tranh này, trận đánh đấu tiên của ông là trận Mars-la-Tour vào ngày 16 tháng 8 năm 1870. Khi nghe tiếng súng trận, Schwartzkoppen đã kéo sư đoàn của mình hành binh từ St. Hilaire, và đưa hai trung đoàn của mình (hợp thành một lữ đoàn) vào trận với mệnh lệnh tấn công vào sườn của Quân đoàn IV của Pháp do tướng Paul de Ladmirault chỉ huy, mà không hề dò la vị trí hay sinh lực của phía Pháp. Do phải hành quân trên các đoạn đường nóng bức trong vòng 12 tiếng đồng hồ, binh sĩ của ông đã rệu rã. Mệnh lệnh đánh bọc sườn quân Pháp đã gần như đẩy quân đội Đức vào một thảm họa. Binh lính của Schwartzkoppen, với đội hình chặt chẽ và không hề có lực lượng tiền vệ, khi đang tiến qua Mars-la-Tour đã bất ngờ trông thấy những tuyến quân Pháp dày đặc: thay vì họ đã tạt sườn Quân đoàn IV của Ladmirault, họ đã đối mặt trực diện với quân của ông ta. Các lực lượng Pháp này chính là sư đoàn của tướng Grenier, vốn đang nghỉ ngơi sau thắng lợi trong một cuộc giao chiến, và sư đoàn của Cissey nhanh chóng ứng viện cho họ. Không còn thời gian để quân Đức khai pháo trước khi tấn công, và các đội hình hàng dọc dày đặc của họ đã lao đầu tấn công thẳng vào thung lũng. Chỉ trong vòng 30 phút, súng trường Chassepot của người Pháp tại cao điểm Bruville đã đánh quỵ người Đức trước khi quân Pháp có thể lọt vào tầm bắn hiệu quả của súng trường Dreyse của quân Đức. Các trung đoàn thuộc Lữ đoàn Wedell, lữ đoàn tiên phong của Schwartzkoppen, bị thiệt hại 2.600 người và buộc phải rút chạy. Trước sự cổ vũ của các sĩ quan và lính đánh trống, quân Pháp đã truy đuổi quân Đức trên các dốc chất đầy xác chết. Những tổn thất của lữ đoàn tiên phong của ông chiếm 60% tổng lực của đơn vị này, và trong số đó 45% đã tử trận, gồm thâu  và hai chỉ huy trung đoàn. Trong số những người bị thương có Lữ đoàn trưởng Wedell.
Sau đó, cũng như "cuộc tấn công tử thần của Bredow" 3 tiếng đồng hồ trước đó, lực lượng kỵ binh đã ồ ạt xung phong, chặn đứng bước tiến của quân Pháp dưới quyền Ladmirault và buộc ông ta phải thoái lui. Lữ đoàn của Cissey đã phát động một cuộc tấn công, nhưng khi đến gần quân Đức, họ bị rơi vào tầm đạn của đối phương. Sau khi quân Pháp hết sạch đạn dược, một cuộc phản công của quân Đức đã bẻ gãy đợt tấn công của quân Pháp.

#### Sau chiến tranh
Sau trận đánh khốc liệt này, ông lâm bệnh và không còn tham gia chiến tranh nữa. Sau khi Hòa ước Frankfurt được ký kết với nước Pháp bại trận, ông được bổ nhiệm làm Thống đốc quân sự của thành phố Berlin đồng thời cũng lãnh chức chỉ huy lực lượng Hiến binh Quốc gia. Vào năm 1873, ông được thăng cấp bậc Thượng tướng Bộ binh và vào ngày 24 tháng 12 năm 1874 ông được ủy nhiệm làm Tướng tư lệnh của Quân đoàn XIII (Vương quốc Württemberg), đóng quân tại Stuttgart. Khi còn đang tại nhiệm, Schwartzkoppen đã từ trần vào ngày 5 tháng 1 năm 1878.
Sau khi ông mất, linh cữu ông được đưa về Merseburg và tại đây ông được mai táng vào ngày 8 tháng 1 năm 1878.

### Tặng thưởng
Trong sự nghiệp quân sự lâu dài của mình, Verdienste đã được nhận nhiều phần thưởng. Trong số đó có các huân chương sau đây:
- Đại Thập tự của Huân chương Friedrich vào ngày 19 tháng 3 năm 1872
- Đại Thập tự của Huân chương Zähringer Löwen với Bảo kiếm vào ngày 13 tháng 5 năm 1873
- Cấp Đại Chỉ huy của Huân chương Hoàng gia Hohenzollern vào ngày 2 tháng 9 năm 1873
- Đại Thập tự của Huân chương Đại bàng Đỏ với Bó sồi và Bảo kiếm trên Chiếc nhẫn vào ngày 23 tháng 9 năm 1876
- Đại Thập tự của Huân chương Vương miện Würrtemberg vào ngày 28 tháng 9 năm 1876

Nhân dịp kỷ niệm 50 ngày ông nhập ngũ, Schwartzkoppen được phong chức Trung đoàn trưởng của Trung đoàn Bộ binh "Công tước Ferdinand von Braunschweig" (số 8 Westfalen) số 57. Ngoài ra, ông còn được cấp quyền vận quân phục của tướng lĩnh Württemberg.
Vào ngày 4 tháng 8 năm 1840, tại Fischbek, Schwartzkoppen đã thành hôn lần đầu tiên với Anna Marie Luise, tên khai sinh là von Ditfurth (27 tháng 9 năm 1816 tại Danzig – 15 tháng 4 năm 1865 tại Düsseldorf), con gái của Thượng tướng Bộ binh về sau này Wilhelm von Ditfurth, Điền chủ của Dankersen, và bà Florentine von Brederlow. Cặp đôi đã sản sinh những người con sau đây:
- August Wilhelm Louis Arthur Hans (25 tháng 11 năm 1842 tại Luxemburg)
- Helene Florentine Mathilde Antoinette Franziska Agnes (1 tháng 11 năm 1846 tại Saarlouis) ∞ Anton von Alvensleben, Chúa đất Redekin
- Kuno Klemens (sinh ngày 23 tháng 2 năm1848)
- Maximilian Wilhelm August Leopold (24 tháng 2 năm 1850 tại Potsdam – 8 tháng 1 năm 1917 tại Berlin), Thượng tướng Bộ binh à la suite của Trung đoàn Phóng lựu Cận vệ Hoàng đế Franz số 2 của Phổ.
- Bartold (sinh năm 1860)

Bốn năm sau khi người vợ đầu tiên của ông qua đời, ông tái giá tại Merseburg vào ngày 29 tháng 7 năm 1869 với bà Christiane Marie Hildegard, tên khai sinh là von Brederlow (13 tháng 12 năm 1833 tại Halberstadt – 31 tháng 5 năm 1916 tại Merseburg), khi đó sinh sống ở Haus Tragarth tại Merseburg, con gái của viên Thiếu tướng Phổ Bonaventura von Brederlow và bà Karoline, tên khai sinh là von Branconi. Họ có hai người con sau đây:
- Erich Hans Bonaventura Emil (2 tháng 12 năm 1870 tại Hannover – 26 tháng 9 năm 1919 tại Kamenz), Ngự tiền đại thần (Hofmarschall) của các vương tử Friedrich Heinrich và Friedrich Wilhelm của Phổ (về sau này là Đức hoàng Wilhelm II)
- Friedrich Wilhelm Tido Georg Karl Anton (sinh ngày 23 tháng 2 năm 1874 tại Stuttgart), Đại tá Phổ